# Wojtek Siudmak
Wojciech Kazimierz (Wojtek) Siudmak, né le 10 octobre 1942 à Wieluń, est un peintre et sculpteur d'origine polonaise, installé en France.

## Biographie
Né en 1942 en Pologne, il étudie au lycée d'arts plastiques de Varsovie de 1956 à 1961 et à l'Académie des beaux-arts de Varsovie de 1961 à 1966. En 1966, il vient étudier à l'École nationale supérieure des beaux-arts à Paris et s'établit définitivement en France. Il vit actuellement en région parisienne.

## Œuvres
Il qualifie son œuvre de « fantastique hyper-réaliste », et est considéré comme un des principaux représentants du réalisme fantastique. Il a recours à la peinture à l'huile pour dépeindre des univers de fantasy et de science-fiction.
Il a quelques points en commun avec M.C. Escher, Max Klinger, Léonor Fini mais aussi Dalí, Magritte et Paul Delvaux.
Il est célèbre par ses illustrations de couvertures de romans de science-fiction. Il a notamment illustré tous les numéros de la collection « Pocket Science-fiction », dirigée par Jacques Goimard, dont la série Dune de Frank Herbert.
En 1977, il réalise l'affiche du Festival de Cannes. Depuis la fin des années 1970, il pratique la sculpture à côté de la peinture et du dessin.

## Expositions
Une exposition exceptionnelle au musée national de Kielce se tient du 26 avril au 16 septembre 2012.
L’exposition regroupe plus d'une centaine d'œuvres de Wojtek Siudmak, accompagnées de maquettes réalisées d’après les dessins du maître.
Dans le cadre du cycle « Signatures contemporaines », la ville de Sannois (Val-d’Oise) met en scène une exposition intitulée « Univers fantastiques infinis », présentant les œuvres majeures du peintre visionnaire Siudmak. Du 7 octobre 2012 au 10 février 2013 sont exposés, dans le musée Utrillo-Valadon, des peintures et dessins originaux de l’artiste, dont un grand nombre illustre la dernière édition du Cycle de Dune de Frank Herbert (édition polonaise « prestige » de la maison Rebis). Cette exposition est accompagnée de maquettes réalisées par Angelika Chwyć d’après les dessins du maître, et de plusieurs costumes créés pour la série Dune, prêtés par des collectionneurs privés.
Une exposition des œuvres de l'artiste a lieu à Sèvres en France du 21 novembre au 18 décembre 2013 dans le cadre du festival des 10e Rencontres de l'Imaginaire. Une exposition consacrée à ses créations en sculpture est organisée en 2025 à la Bibliothèque polonaise de Paris.

## Distinctions
Wojciech Siudmak a été nommé citoyen d'honneur de sa ville natale de Wieluń, et des villes d'Ozoir-la-Ferrière et de Saint-Thibault-des-Vignes, en France.
Il a reçu les distinctions suivantes :
- 1979 : grand prix de l'Imaginaire (prix spécial) ; depuis 2006, le prix de la catégorie Graphisme (créé en 2000), a été rebaptisé prix Wojtek Siudmak du graphisme.
- 26 mars 1999 : officier de l'Ordre du Mérite de la République de Pologne.
- 8 juin 2013 : grande médaille d'or avec plaquette d'honneur de la société académique Arts-Sciences-Lettres.
- 22 octobre 2014 r.[Quoi ?] à Poznań : statuette Hippolite d'or (pl) de la Towarzystwo im. Hipolita Cegielskiego (pl).
- 5 avril 2016 à Paris : lauréat de la 3e édition du concours Wybitny Polak we Francji de la fondation Teraz Polska (pl) dans la catégorie « Culture[9] ».